# Janusz Bronisław Madej
Janusz Bronisław Madej (ur. 1 września 1949 w Krakowie) – polski inżynier, dr hab. nauk o Ziemi, profesor uczelni Katedry Geofizyki Wydziału Geologii, Geofizyki i Ochrony Środowiska Akademii Górniczo-Hutniczej im. Stanisława Staszica w Krakowie.

## Życiorys
W 1972 roku ukończył Wydział Geologiczno-Poszukiwawczy AGH. W 1980 na podstawie pracy "Badania metodą mikrograwimetryczną rozkładu mas w zaporach ziemnych jako elementu oceny stopnia ich zagrożenia" uzyskał stopień doktora. 27 czerwca 1994 habilitował się na podstawie rozprawy zatytułowanej Pionowe profilowanie grawimetryczne w badaniach strukturalnych górotworu. Jest zatrudniony na stanowisku profesora uczelni w Katedrze Geofizyki na Wydziale Geologii, Geofizyki i Ochrony Środowiska Akademii Górniczo-Hutniczej im. Stanisława Staszica w Krakowie.
Był profesorem nadzwyczajnym Katedry Geofizyki Wydziału Geologii, Geofizyki i Ochrony Środowiska Akademii Górniczo-Hutniczej im. Stanisława Staszica. Odznaczony został Srebrnym Krzyżem Zasługi.